# Auf der Oder
Auf der Oder ist ein DDR-Dokumentarfilm über die Zusammenarbeit der Eisbrecherflotten Polens und der DDR bei der Schiffbarmachung der Oder.

## Handlung
Der Unterlauf der Oder zwischen Frankfurt/Oder und Stettin vereist in jedem Winter. Und so müssen die Eisbrecherflotten der Volksrepublik Polen und der DDR gemeinsam ausfahren, um den Fluss wieder schiffbar zu machen und für einen sicheren Abfluss des Wassers zu sorgen. So werden auch Überschwemmungen wie die im Jahr 1947 verhindert, als die Wassermassen sich an Eisbarrieren stauten und schließlich den Deich zum Oderbruch überspülten, woraufhin dieser brach und das Wasser der Oder große Teile des Oderbruchs überflutete.
Der Film stellt die Besatzungen der verschiedenen Eisbrecher vor und zeigt deren Arbeitsalltag. Die kameradschaftliche Zusammenarbeit und gegenseitige Hilfe zwischen Polen und DDR-Bürgern wird besonders hervorgehoben und als Beispiel für gelebte Völkerverständigung dargestellt. Insofern hat der Film auch eine politische Dimension, zumal die Bundesrepublik Deutschland die Oder-Neiße-Grenze zu diesem Zeitpunkt noch nicht anerkannt hatte.

## Produktion und Veröffentlichung
Der Film wurde vom DEFA-Studio für Dokumentarfilme 1969 produziert und am 17. April 1970 uraufgeführt. 2019 erschien der Film als einer von 15 Dokumentarfilmen von Winfried und Barbara Junge auf der Doppel-DVD Jenseits von Golzow.